# Navolato (gemeente)
Navolato is een gemeente in de Mexicaanse deelstaat Sinaloa. De hoofdplaats van Navolato is Navolato. Navolato heeft een oppervlakte van 2285 km² en telde in 2005 135.681 inwoners.
Ahome · Angostura · Badiraguato · Choix · Concordia · Cosalá · Culiacán · Eldorado · Elota · Escuinapa · El Fuerte · Guasave · Juan José Ríos · Mazatlán · Mocorito · Navolato · Rosario · Salvador Alvarado · San Ignacio · Sinaloa